# ニコレット・モール

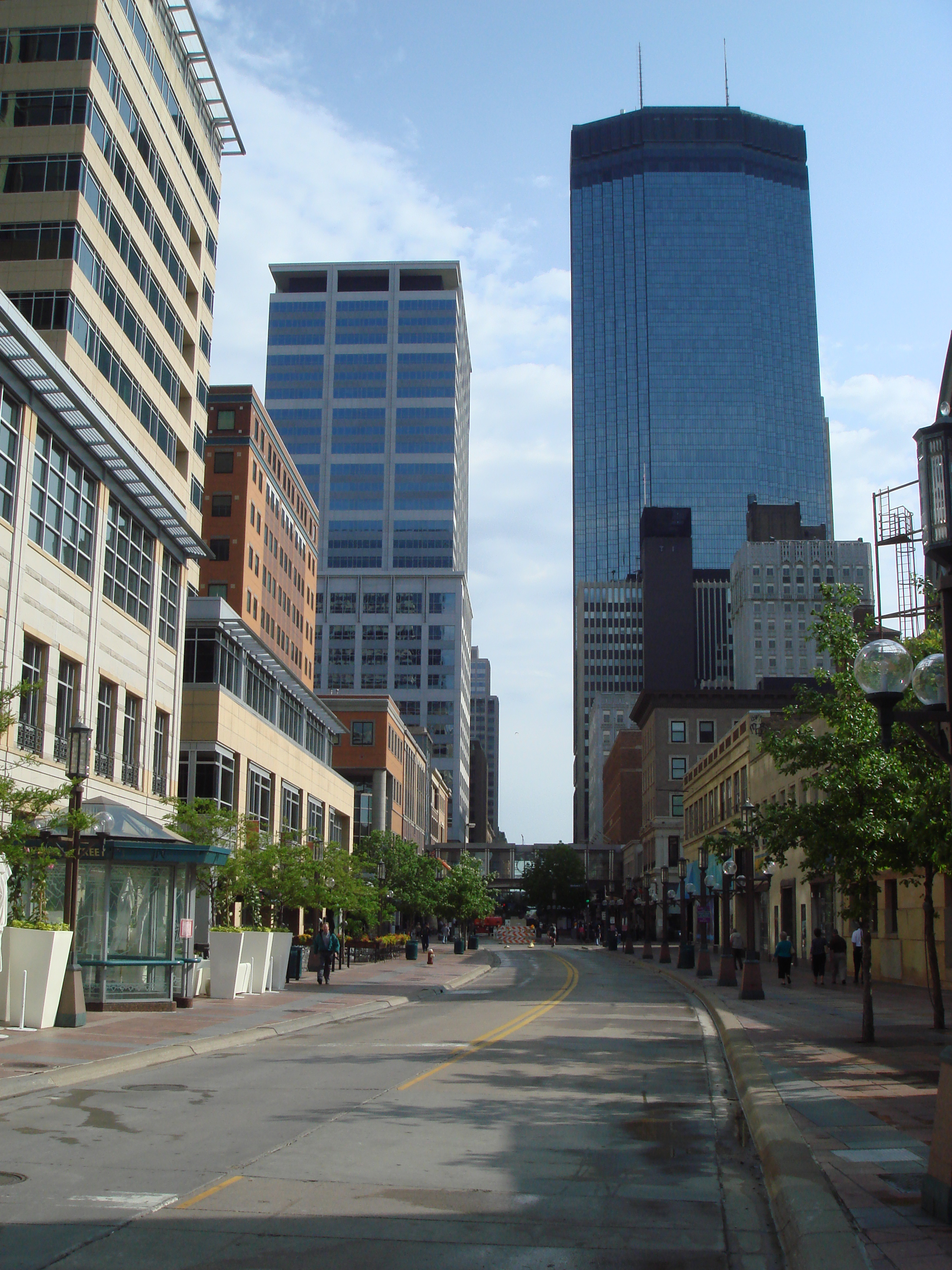
土曜日の朝のNicollet Mall（2016-2017年の改装前の状態）

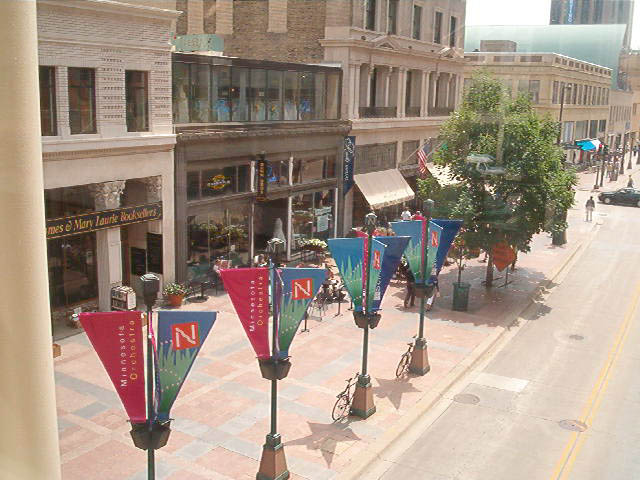
上空からのNicollet Mall（1991年から2016年までの様子） Banner Creations、Inc.製のストリートバナー。

ニコレット・モール (Nicollet Mall) は、アメリカ合衆国ミネソタ州 ミネアポリス ダウンタウンを走るNicollet Avenueの 12ブロックの部分でこの通りは街のショッピング街と飲食街にあたり、また歩行者と自動車交通が共存するトランジットモール。西へ向かうHennepin Avenueと共に、ミネアポリスの文化と商業の中心地を形成している。 
注目すべきミネアポリスの建物、特にIDSセンター 、元デイトンの旗艦店、 オーケストラホール 、そしてヘネピン郡立図書館などがモールの内側に立ち並び、ミネアポリスCBSステーションWCCO-TVは、モール南端にあるスタジオやオフィスから放送している。Target CorporationやUS Bankなど、いくつかの大企業がモール沿いに本社を構えている。夏の間木曜日には、Nicollet Mallが農民市場の会場と化し、冬には現在Holidazzle Villageと題されたHolidazzle Paradeがこのモールで開催されている。 
長年にわたり、Nicollet Mallは、Polo Ralph LaurenやCole Haanを含むいくつかの全国的な衣料品ブランドショップの閉鎖を見てきたが、Cole HaanがGalleria Edinaで再開。  ギャップ 、 バナナリパブリック 、 メンズウェアハウス 、メイシーズのスカイウェイレベルに店舗を構えるトーマスピンク 、そしてブルックスブラザーズなど、こうした種の店舗がもう10店舗未満にはなるがまだ残っている。  他の店は地元のブティックか専門店のどちらかで、デパートメイシーズとサックスフィフスアベニューアウトレットはショッピングモールに構える。 ニーマン・マーカスは2013年に閉鎖されるまで、モールに店舗を持っていた  メイシーズのダウンタウンは、ニューヨークにあるメイシーズイーストに統合される前は、2006年から2008年までメイシーズノースの事業本部であった。  2000年以来、世紀に渡る地元紳士服店ユベール・ホワイトはIDSセンターのテナントに入り 主なテナントは高級紳士服を販売するエルメネジルドゼニアである。 